# St. Agatha (Nehren)

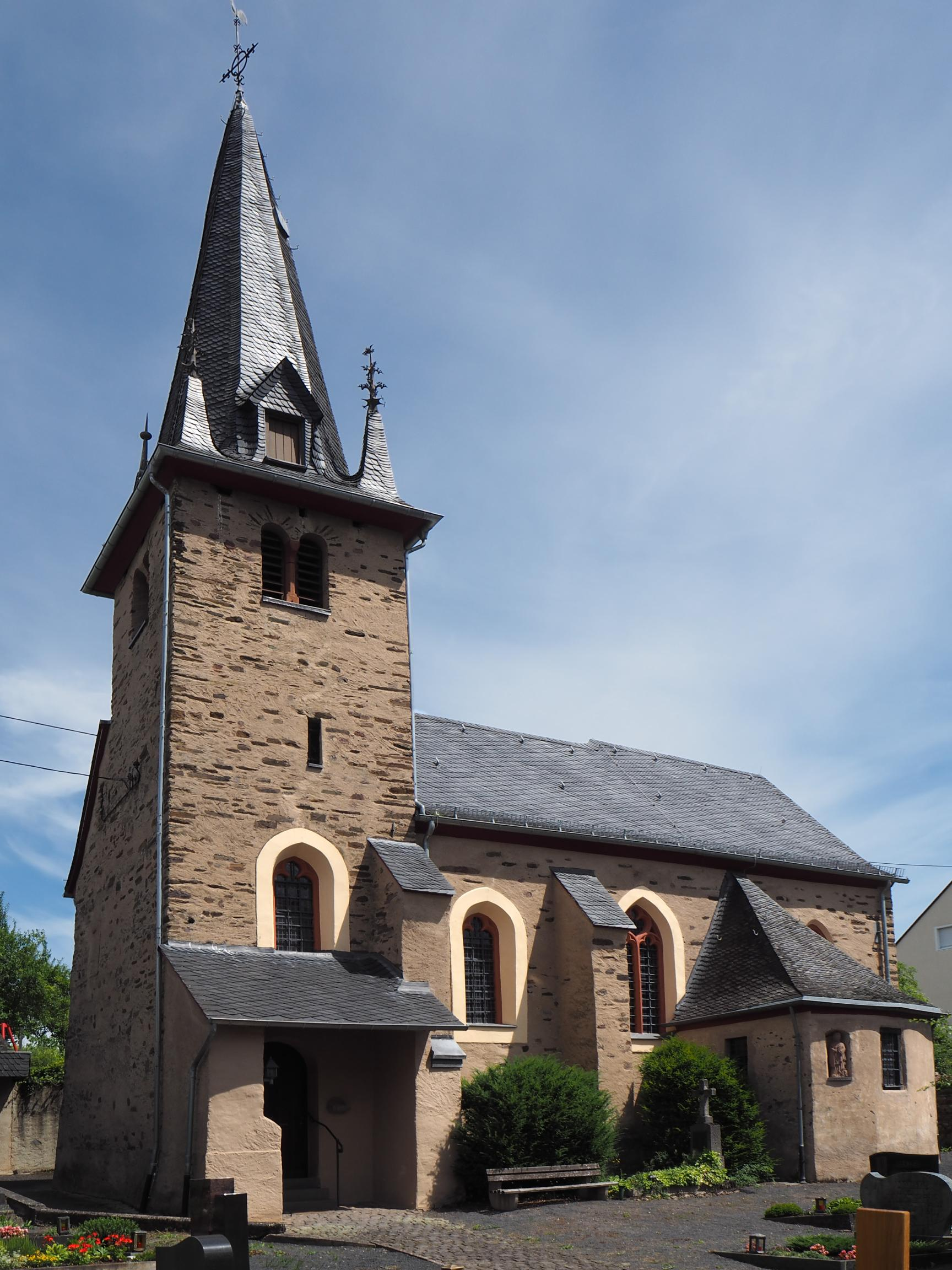
St. Agatha von Süden gesehen

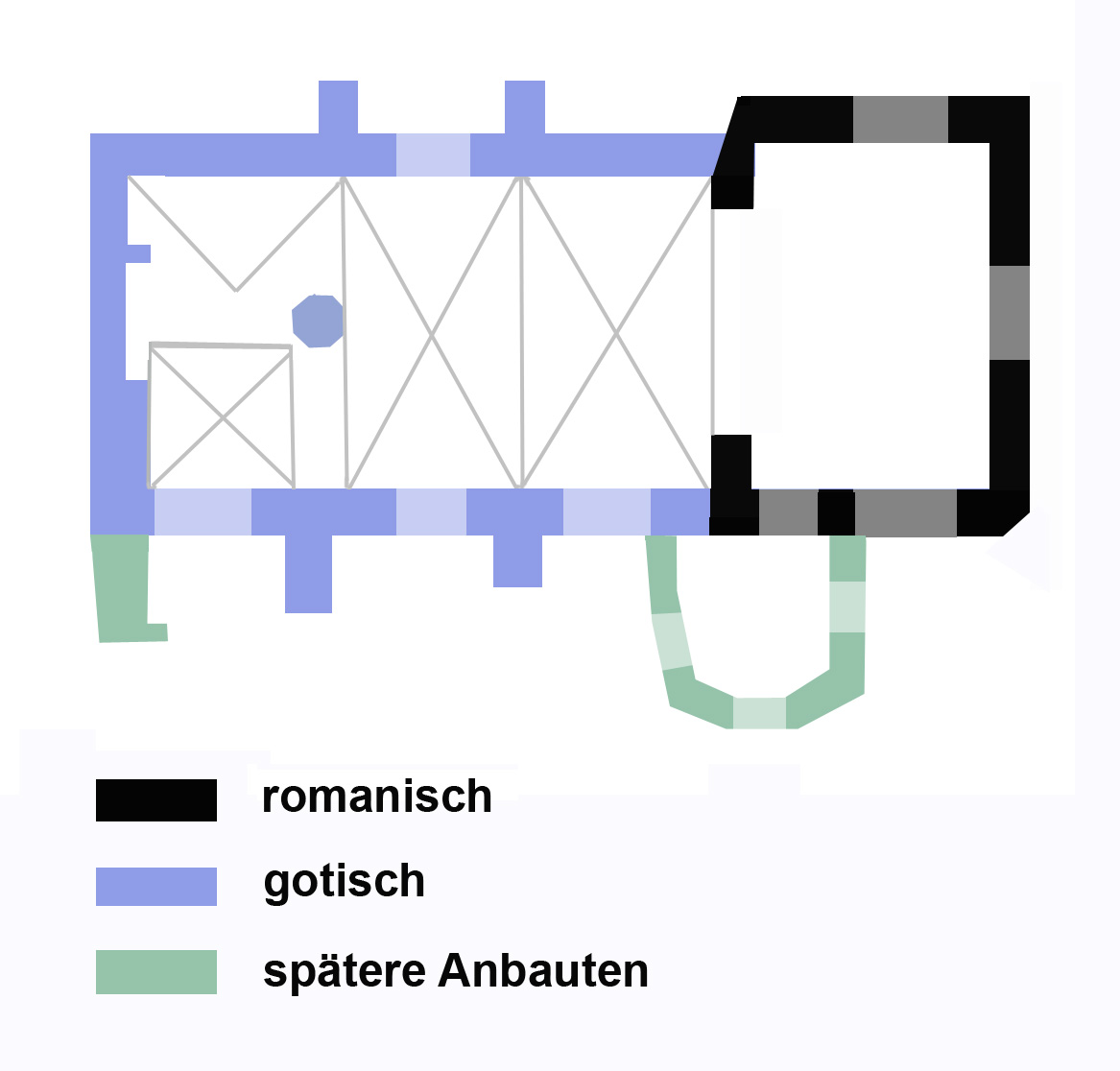
Skizze des Grundrisses mit verschiedenen Bauepochen

St. Agatha ist eine katholische Kirche im Ort Nehren an der Mosel in Rheinland-Pfalz. Sie gehört zum Dekanat Cochem im Bistum Trier und ist Filialkirche der Kirche St. Martin in Ediger. Das Kirchengebäude ist von einem ummauerten Friedhof umgeben.

## Bau und Baugeschichte
Es gab einen Vorgängerbau, der um 1220 erstmals erwähnt wurde. Das jetzige Bauwerk ist in Teilen noch romanisch, im Wesentlichen ist es aber zur Zeit der Gotik in der ersten Hälfte des 16. Jahrhunderts entstanden. 
Die Kirche hat als Saalkirche auf einem rechteckigen Grundriss ein dreijochiges Schiff mit einem Kreuzgewölbe. Es ist im Lichten 5,40 Meter breit (außen etwa 7,20 Meter) und 9,50 Meter lang. Der Chor mit glattem Abschluss ist geringfügig breiter und etwa 4,20 Meter tief. In die Südwestecke des Schiffs ist der Turm eingezogen, knapp 4,50 Meter breit auf quadratischem Grundriss. Er hat vier Geschosse. Das erste Obergeschoss ist im Lichten 2,50 Meter breit und lang mit etwa 90 Zentimeter dicken Mauern. In die Südseite des Turms ist das Portal einbezogen. Es hat einen Rundbogen wie die gekoppelten Schallfenster der Glockenstube. In der Nordwand des Chors ist ein spätgotisches Fenster erhalten. Das östliche Fenster des Schiffs und das östliche Chorfenster sind ebenfalls spitzbogig mit gotischem Maßwerk, während die übrigen Fenster nur flache Spitzbögen erkennen lassen. An der Südseite des Chors ist die Sakristei angebaut. Die Empore der Kirche ist aus Holz 
Das aus Bruchsteinen gemauerte Bauwerk ist steinsichtig verputzt. Das bedeutet, dass die Putzschicht nur die Vertiefungen ausfüllt und die Steine an vielen Stellen sichtbar hervortreten. Turm und Schiff sind schiefergedeckt. Der spitze Turmhelm trägt an der Basis vier Ecktürmchen, von denen zwei mit Kreuzblumen verziert sind.

## Ausstattung
Folgende Ausstattungsstücke befinden sich im Innern:
- Ältestes erhaltenes Stück der Ausstattung ist wahrscheinlich der Taufstein aus dem 16. Jahrhundert. Er steht auf einer runden Standplatte mit 56 Zentimeter Durchmesser und ist 90 Zentimeter hoch. Der Schaft besteht aus drei miteinander verbundenen Säulchen über Kannelurenstücken. Oben werden die Säulchen von einem Kapitellstreifen abgeschlossen. Darauf ruht ein achteckiges, von unten nach oben breiter werdendes Becken mit einem Durchmesser von etwa 60 Zentimetern im Lichten am Rand. Der Deckel ist aus Holz, er stammt wahrscheinlich aus dem 18. Jahrhundert.
- Der Hochaltar und die Kanzel sind aus dem 17. Jahrhundert. Es ist ein aus Holz gearbeiteter Tabernakelaltar mit seitlichen Podesten, das heißt, Tabernakel und ein Expositorium mit Rundbogennische werden von mit Engelsköpfchen verzierten Säulen flankiert, auf denen Statuen der hl. Apollonia von Alexandria und des hl. Johannes des Evangelisten stehen. Auf dem Tabernakel steht eine größere, etwa 1,20 Meter große Figur der hl. Agatha von Catania, der Schutzpatronin der Kirche. Die Kanzel steht vor der südlichen Triumphbogenlaibung. Sie ist aus Eichenholz. Die fünf sichtbaren Seiten des achteckigen Kanzelkorbs sind in jeweils zwei gerahmten Feldern mit Einlegearbeiten gestaltet.
- Zwei ebenfalls aus Holz angefertigte Seitenaltäre stammen aus der ersten Hälfte des 18. Jahrhunderts. Sie sind mit Nischen und Säulen gestaltet. In der linken Muschelnische steht eine Immaculata, eine Darstellung der Gottesmutter Maria als „unbefleckte Empfängnis“, entsprechend dem 1854 verkündeten Dogma. In der Nische des rechten Seitenaltars steht eine Kreuzigungsgruppe vor einer gemalten Landschaft. Von einem 1,50 Meter hohen Sockel an der linken beziehungsweise nördlichen Triumpfbogenlaibung wird angenommen, dass es der Rest eines Sakramentshäuschens ist.
- Ein weiteres Kunstwerk in der Kirche ist eine 78 Zentimeter hohe, holzgeschnitzte Pietà. In einer Nische an der Außen der Sakristei befindet sich eine Sandsteinfigur der hl. Agatha.[1]

## Glocken
Die Glocken von St. Agatha in Nehren wurden laut dem Historiker Ernst Wackenroder 1563 und 1564 gegossen. Die auf den Glocken in Majuskeln (Großbuchstaben) geschriebenen Inschriften  lauten: „Das Wort Gottes blift in der Evichheit. Anno DNI 1563“ und „Agatha heisch ich, in Er[innerung] des schmertzelichen Lidens Jesu Christi leud ich. 1564.“ Weiter schreibt Wackenroder: „Eine mittelalterliche Glocke wurde 1888 umgegossen und 1918 an die Kriegsmetallsammelstelle abgeliefert.“